# Блинк (Marvel Comics)
Блинк (англ. Blink), настоящее имя Кларис Фергюсон (англ. Clarice Ferguson) — персонаж Marvel Comics, а также ряда фильмов и видео-игр, обычно связанных с Людьми-Икс. Авторы персонажа — Скотт Лобделл и Джо Мадерейра. Героиня впервые появляется в «Невероятных людях-Икс» #317, опубликованных в 1994 году. Относится к подтипу людей, известному как «мутанты», рождёнными со сверхчеловеческими способностями. Блинк обладает силой телепортации путём искажения пространственной энергии.

## История публикаций
Как беглянка со способностью телепортации, Блинк появилась среди мутантов, сбежавших от Фаланги во время «1994 X-Universe crossover event Phalanx Covenant». В печатной версии комикса героиня умерла через месяц после своего дебюта. Лобделл и Мадерейра повторно ввели Блинк как более активного персонажа в параллельной вселенной в сюжетной линии «Эра Апокалипса» (1995).
В результате возвращения и увеличения числа появлений во время важных событий, Блинк стала любимицей фанатов, что указано в регулярном издании «Exiles» в 2001 году. Персонаж был популяризирован в четырёх частном издании «Blink limited series» в 2000 году. В основной вселенной возвращение Блинк состоялось в 2009 году.

## Биография
```
 При первом проявлении мутации Блинк осознала, что её способности могут быть опасны для окружающих, и дала себе обещание никогда их не использовать.
```

Во время угрозы нападения Фаланги многие молодые мутанты, включая Кларис, были похищены с целью ассимиляции. Позднее они стали известны как «Поколение Икс». В плену Кларис сблизилась с другими мутантами, а после освобождения при участии Эммы Фрост, Джубили, Синка, М и Банши присоединилась к борьбе против Фаланги. В ходе противостояния она вступила в бой с Харвестом, «отпочкованием» Фаланги, и, используя свои способности, уничтожила его, однако сама была поглощена собственным порталом.
В основной реальности вселенной Marvel Кларис считается погибшей. Однако в альтернативной реальности «Эры Апокалипсиса» она стала участницей сопротивления, возглавляемого Магнето. Именно там она приняла имя Блинк и завела дружбу с Саблезубым. Несмотря на победу над Апокалипсисом, мир был обречён на крах. Блинк выжила благодаря Таймброкеру, который сформировал команду «Изгнанники» из супергероев, чьи миры были уничтожены. Их целью стало исправление исторических ошибок в различных реальностях. Таймброкер наделил Блинк талосом — браслетом-телепортатором, который информировал команду о миссиях, особенностях измерений и предотвращал уклонение от заданий с помощью энергетических разрядов.
Первое задание «Изгнанников» заключалось в поиске будущего лидера команды в реальности, где все люди и мутанты со сверхспособностями были заключены в тюрьму. Первоначально команда предположила, что этим лидером должен стать профессор Ксавье, но выяснилось, что в данной реальности он является опасным преступником. После его поражения «Изгнанники» осознали, что лидер команды — один из них, и эту роль взяла на себя Блинк.
В последующих миссиях ей пришлось столкнуться с трудностями лидерства, утратой товарищей и сложностями в личной жизни. Она вступила в романтические отношения с Мимиком, но их союз осложнялся обстоятельствами их существования: рано или поздно каждому предстояло вернуться в свой мир.
Во время одного из заданий «Изгнанники» попали в реальность, где мутантов преследовали Стражи. Их миссией стало спасение мальчика, которому предстояло освободить заключённых, но впоследствии он сам должен был превратиться в диктатора. Это поставило команду перед сложным моральным выбором. Они вступили в конфликт с Оружием Икс — более радикальной группой исправителей реальностей, возглавляемой Саблезубым из родного мира Блинк. В конечном итоге она и Саблезубый достигли компромисса: Крид дезактивировал свой браслет и остался в этом мире, чтобы воспитать мальчика должным образом.
В другой миссии Блинк оказалась в мире, почти полностью ассимилированном Фалангой и заражённом вирусом наследия. Чтобы спасти этот мир, она сознательно подвергла себя заражению, но в итоге исцелилась. После этого Таймброкер сообщил ей о выполнении её миссии и дал возможность вернуться домой. Её место в команде заняла Мэджик. Однако после гибели Марико Яшиды (Солнечный Огонь) Блинк вернулась в команду и продолжила свои путешествия по мирам.

## Вне комиксов
- Фильм «Люди Икс: Дни минувшего будущего». Роль Блинк исполнила Фань Бинбин.
- Телесериал «Одарённые». Роль Блинк исполнила Джейми Чон.